# Choo Shin-soo
Choo Shin-soo (추신수?; tɕʰu.ɕin.su) (Busan, 13 luglio 1982) è un giocatore di baseball sudcoreano, esterno e battitore designato per gli SSG Landers della Korea Baseball Organization (KBO).
Dal 2018 è il giocatore asiatico della Major League Baseball ad aver battuto il maggior numero di fuoricampo.

## Carriera

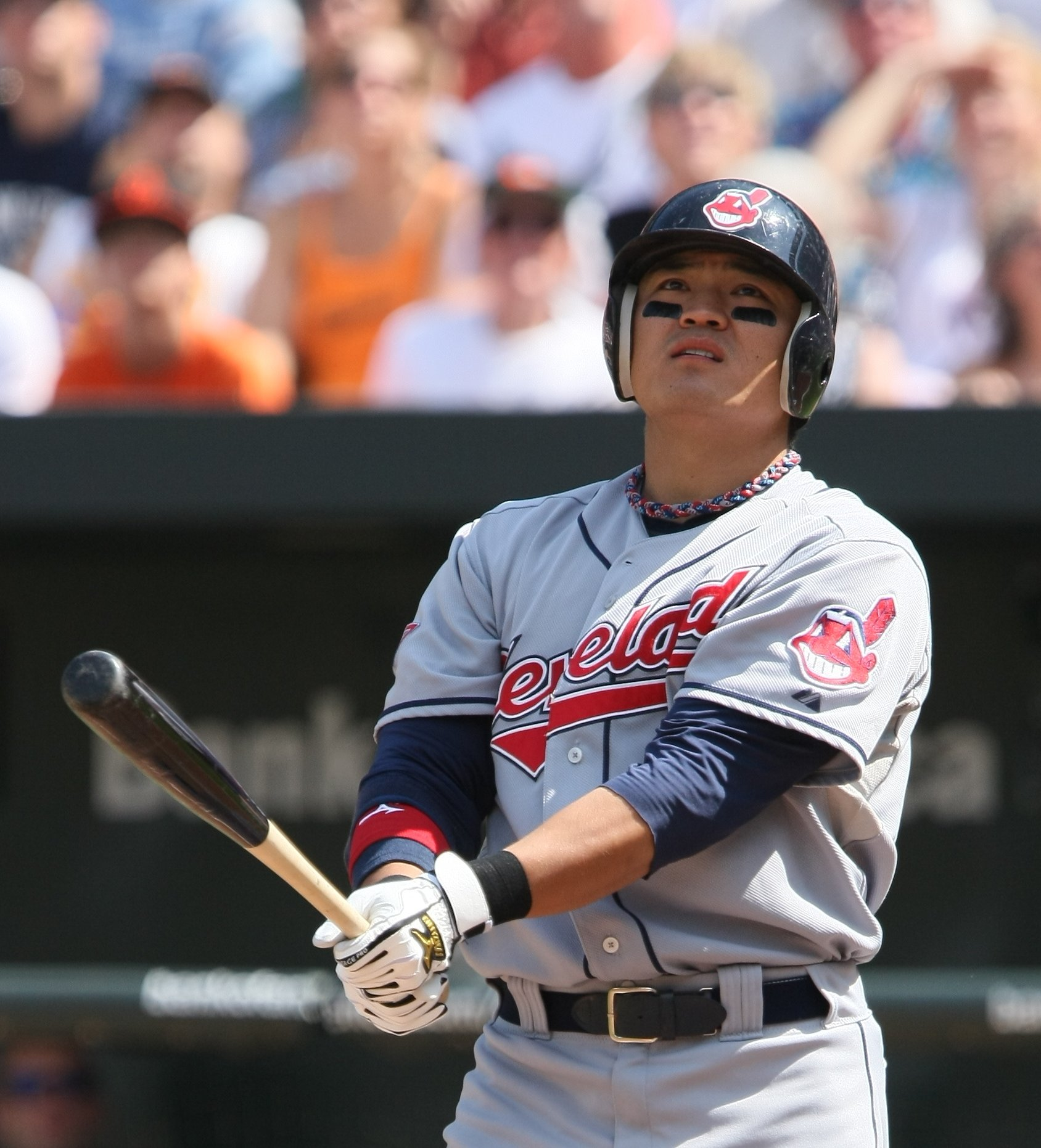
Choo con gli Indians nel 2009

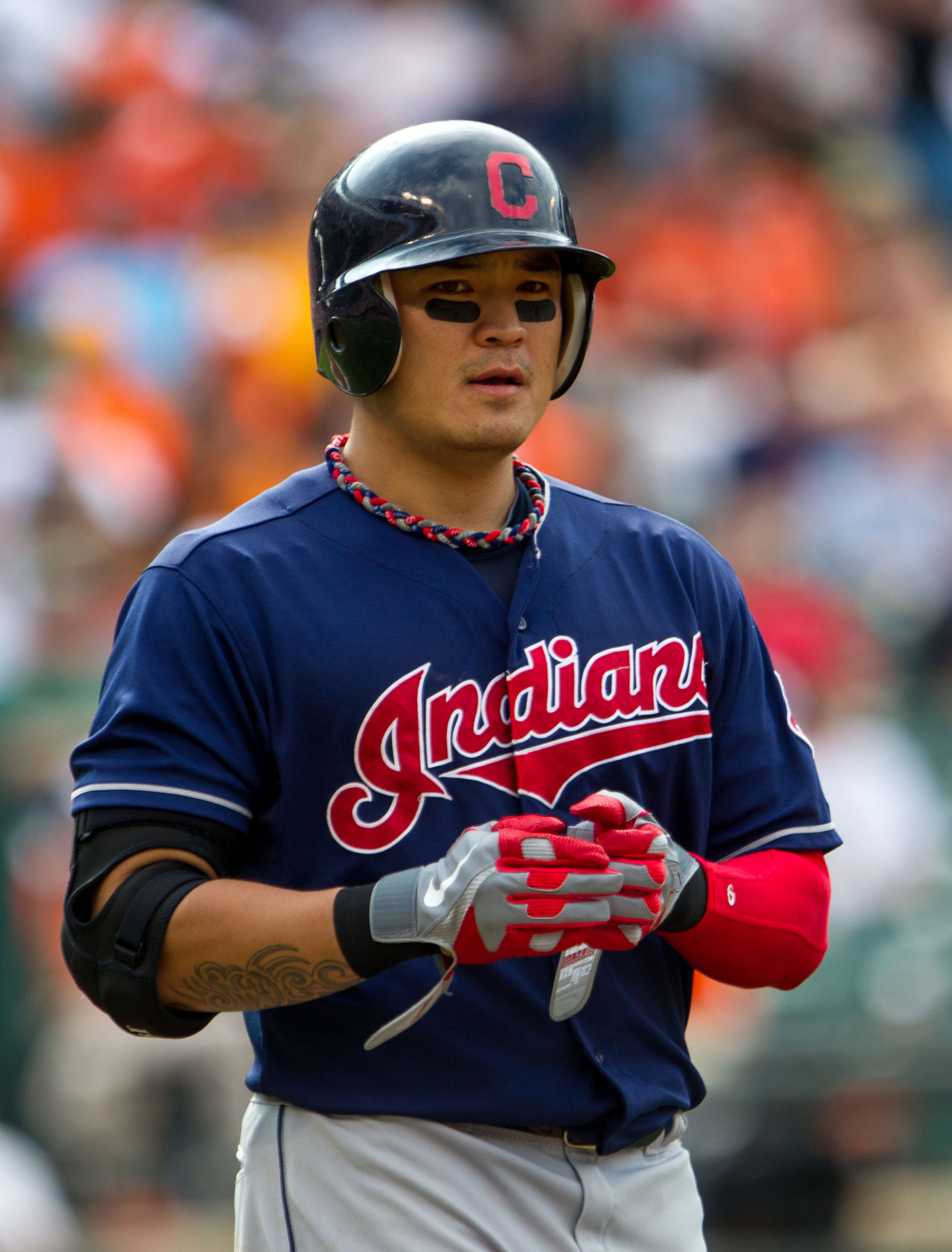
Choo con gli Indians nel 2012

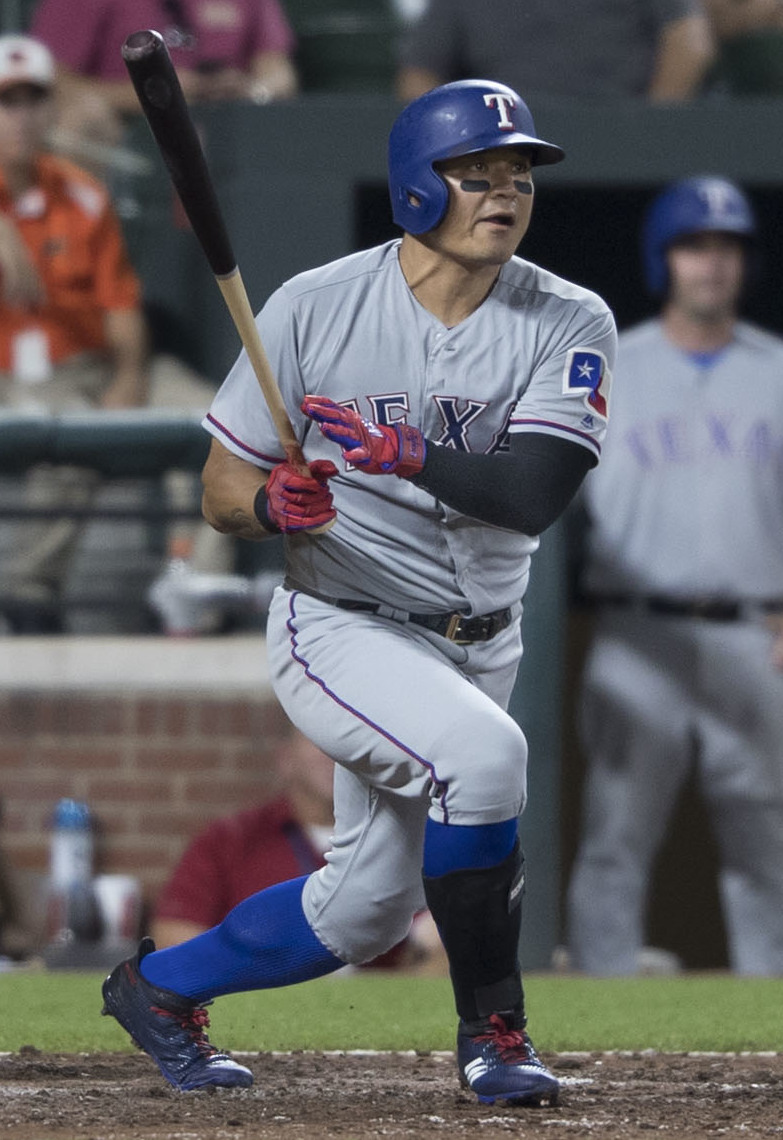
Choo con i Rangers nel 2017

### Inizi e Minor League (MiLB)
Choo si diplomò nella sua città natale a Busan, nella Corea del Sud.
Il 14 agosto 2000, Choo firmò con i Seattle Mariners. Iniziò a giocare nel 2001 nella classe Rookie, giocando inoltre le prime partite nella classe A, dove giocò nella maggior parte della stagione 2002. Sempre nel 2002, giocò le prime partite nella classe A-avanzata. Nel 2003 proseguì nella classe A-avanzata e nel 2004 militò nella Doppia-A.

### Major League Baseball (MLB)
Debuttò nella MLB il 21 aprile 2005, al Safeco Field di Seattle contro gli Oakland Athletics, come sostituto battitore. Il 3 maggio, batté la sua prima valida e ottenne il primo punto battuto a casa, contro gli Angels of Anaheim. Concluse la stagione con 10 partite disputate nella MLB e 115 nella Tripla-A.
Il 26 luglio 2006, i Mariners scambiarono Choo e un giocatore da nominare in seguito con i Cleveland Indians per Ben Broussard e una somma in denaro. I Mariners inviarono il giocatore di minor league Shawn Nottingham agli Indians il 24 agosto, per completare lo scambio.
Il 28 luglio, appena due giorni dopo lo scambio, batté il primo fuoricampo, contro gli Indians.
Al termine della stagione 2006, Choo aveva collezionato 49 partite nella MLB (di cui 45 con gli Indians) e 94 nella Tripla-A.
Nella stagione 2007, Choo perse numerosi mesi per infortunio ed a settembre si sottopose alla Tommy John surgery al gomito sinistro. Riuscì a tornare disponibile per l'inizio della stagione 2008, e nel mese di settembre dello stesso anno venne nominato giocatore del mese dell'American League.
L'11 dicembre 2012, in uno scambio fra tre franchigie, gli Indians scambiarono Choo, Jason Donald più una somma in denaro con i Cincinnati Reds per il loro giocatore Drew Stubbs e per ottenere dai Diamondbacks i giocatori Matt Albers, Trevor Bauer e Bryan Shaw.
Il 27 agosto 2013, Choo batté il 100° home run di carriera. Terminata la stagione regolare, partecipò al suo primo post stagione di carriera. Il 2 ottobre durante il Wild Card Game contro i Pirates,    diventò il primo giocatore sudcoreano a battere un fuoricampo nel post stagione. Divenne free agent il 31 ottobre.
Il 21 dicembre 2013, firmò un contratto di 7 anni dal valore complessivo di 130 milioni di dollari con i Texas Rangers.
Il 21 luglio 2015, realizzò un Ciclo contro i Rockies al Coors Field.
Nel 2016, a causa di problemi fisici dovette saltare gran parte della stagione e il 16 agosto, annunciò l'abbandono in anticipo della stagione. Tuttavia riuscì a scendere in campo nel post stagione, in un incontro della Division Series.
Il 26 maggio 2018, batté il suo fuoricampo numero 176, diventando il giocatore asiatico con il maggior numero di home run nella Major League. Nello stesso anno venne convocato per il suo primo All-Star Game. Divenne free agent al termine della stagione 2020.

### Korea Baseball Organization (KBO)
Il 21 febbraio 2021, Choo firmò un contratto annuale del valore di 2.4 milioni di dollari con i SSG Landers della Korea Baseball Organization, il campionato sudcoreano.

## Nazionale
Choo partecipò con la Nazionale sudcoreana al World Baseball Classic 2009, conquistando una medaglia d'argento, e ai Giochi asiatici 2010, dove ottenne la medaglia d'oro.

## Palmares

### Individuale
- MLB All-Star: 1

2018
- Giocatore del mese: 2

AL: settembre 2008, settembre 2015
- Giocatore della settimana: 2

AL: 18 aprile e 19 settembre 2010

### Nazionale
- World Baseball Classic:  Medaglia d'Argento

Team Corea del Sud: 2009
- Giochi asiatici:  Medaglia d'oro

Team Corea del Sud: 2010